# Lista över fornlämningar i Gotlands kommun (Väte)
Lista över fornlämningar i Gotlands kommun (Väte) är en förteckning av ett urval av de fornlämningar som finns i Väte i Gotlands kommun.
| Namn                    | Lämningstyp                      | Tillkomsttid | Historisk indelning | Plats | Läge                 | ID-nr          | Bild                                      |
| ----------------------- | -------------------------------- | ------------ | ------------------- | ----- | -------------------- | -------------- | ----------------------------------------- |
| Väte 1:2                | Husgrund, förhistorisk/medeltida |              | Väte, Gotland       |       | 57.444170, 18.370088 | 10098100010002 | Ladda upp en bild av detta fornminne      |
| Väte 3:1                | Stensättning                     |              | Väte, Gotland       |       | 57.449144, 18.366249 | 10098100030001 | Ladda upp en bild av detta fornminne      |
| Väte 3:2                | Stensättning                     |              | Väte, Gotland       |       | 57.449640, 18.366046 | 10098100030002 | Ladda upp en bild av detta fornminne      |
| Väte 3:3                | Stensättning                     |              | Väte, Gotland       |       | 57.449520, 18.366360 | 10098100030003 | Ladda upp en bild av detta fornminne      |
| Väte 5:1                | Husgrund, förhistorisk/medeltida |              | Väte, Gotland       |       | 57.433243, 18.388786 | 10098100050001 | Ladda upp en bild av detta fornminne      |
| Väte 5:2                | Husgrund, förhistorisk/medeltida |              | Väte, Gotland       |       | 57.433454, 18.388382 | 10098100050002 | Ladda upp en bild av detta fornminne      |
| Väte 5:3                | Husgrund, förhistorisk/medeltida |              | Väte, Gotland       |       | 57.432981, 18.388172 | 10098100050003 | Ladda upp en bild av detta fornminne      |
| Väte 11:1               | Gravfält                         |              | Väte, Gotland       |       | 57.448101, 18.358345 | 10098100110001 | Ladda upp en bild av detta fornminne      |
| Väte 13:1               | Stenkrets                        |              | Väte, Gotland       |       | 57.442554, 18.340398 | 10098100130001 | Ladda upp en bild av detta fornminne      |
| Väte 13:2               | Grav markerad av sten/block      |              | Väte, Gotland       |       | 57.442636, 18.340607 | 10098100130002 | Ladda upp en bild av detta fornminne      |
| Väte 15:1               | Husgrund, förhistorisk/medeltida |              | Väte, Gotland       |       | 57.437399, 18.324658 | 10098100150001 | Ladda upp en bild av detta fornminne      |
| Väte 15:2               | Husgrund, förhistorisk/medeltida |              | Väte, Gotland       |       | 57.437222, 18.325132 | 10098100150002 | Ladda upp en bild av detta fornminne      |
| Väte 15:3               | Husgrund, förhistorisk/medeltida |              | Väte, Gotland       |       | 57.437463, 18.325415 | 10098100150003 | Ladda upp en bild av detta fornminne      |
| Väte 18:1               | Husgrund, förhistorisk/medeltida |              | Väte, Gotland       |       | 57.425124, 18.360994 | 11000000003235 | Ladda upp en bild av detta fornminne      |
| Väte 19:1               | Husgrund, förhistorisk/medeltida |              | Väte, Gotland       |       | 57.430238, 18.384340 | 10098100190001 | Ladda upp en bild av detta fornminne      |
| Väte 21:1               | Gravfält                         |              | Väte, Gotland       |       | 57.428325, 18.332552 | 10098100210001 | Ladda upp en bild av detta fornminne      |
| Väte 23:1               | Gravfält                         |              | Väte, Gotland       |       | 57.422618, 18.314979 | 10098100230001 | Ladda upp en bild av detta fornminne      |
| Väte 24:1               | Gravfält                         |              | Väte, Gotland       |       | 57.452344, 18.367969 | 10098100240001 | Ladda upp en bild av detta fornminne      |
| Väte 25:1               | Gravfält                         |              | Väte, Gotland       |       | 57.450113, 18.366869 | 10098100250001 | Ladda upp en bild av detta fornminne      |
| Väte 26:1               | Stensättning                     |              | Väte, Gotland       |       | 57.423232, 18.316198 | 10098100260001 | Ladda upp en bild av detta fornminne      |
| Väte 26:2               | Stensättning                     |              | Väte, Gotland       |       | 57.423048, 18.316489 | 10098100260002 | Ladda upp en bild av detta fornminne      |
| Binge slott (Väte 27:1) | Fornborg                         |              | Väte, Gotland       |       | 57.457577, 18.377537 | 10098100270001 | Ladda upp en bild av detta fornminne      |
| Väte 27:2               | Fornborg                         |              | Väte, Gotland       |       | 57.457774, 18.376356 | 10098100270002 | Ladda upp en bild av detta fornminne      |
| Väte 28:10              | Hällristning                     |              | Väte, Gotland       |       | 57.453096, 18.406657 | 11100000001457 | Ladda upp en bild av detta fornminne      |
| Väte 29:1               | Stenkrets                        |              | Väte, Gotland       |       | 57.448104, 18.415077 | 10098100290001 | Ladda upp en bild av detta fornminne      |
| Väte 29:2               | Stensättning                     |              | Väte, Gotland       |       | 57.448042, 18.414657 | 10098100290002 | Ladda upp en bild av detta fornminne      |
| Väte 45:1               | Stensättning                     |              | Väte, Gotland       |       | 57.436856, 18.361354 | 10098100450001 | Ladda upp en bild av detta fornminne      |
| Väte 52:1               | Stensättning                     |              | Väte, Gotland       |       | 57.431709, 18.384575 | 10098100520001 | Ladda upp en bild av detta fornminne      |
| Väte 54:1               | Husgrund, förhistorisk/medeltida |              | Väte, Gotland       |       | 57.430719, 18.386639 | 10098100540001 | Ladda upp en bild av detta fornminne      |
| Väte 60:1               | Stensättning                     |              | Väte, Gotland       |       | 57.453596, 18.375488 | 10098100600001 | Ladda upp en bild av detta fornminne      |
| Väte 61:1               | Hällristning                     |              | Väte, Gotland       |       | 57.454707, 18.371210 | 11100000001458 | Ladda upp en till bild av detta fornminne |
| Väte 64:1               | Hällristning                     |              | Väte, Gotland       |       | 57.440251, 18.373041 | 11100000001459 | Ladda upp en bild av detta fornminne      |
| Väte 69:1               | Stensättning                     |              | Väte, Gotland       |       | 57.458559, 18.386862 | 10098100690001 | Ladda upp en bild av detta fornminne      |
| Väte 70:1               | Gravfält                         |              | Väte, Gotland       |       | 57.456487, 18.386567 | 10098100700001 | Ladda upp en bild av detta fornminne      |
| Väte 71:1               | Stensättning                     |              | Väte, Gotland       |       | 57.456621, 18.381325 | 10098100710001 | Ladda upp en bild av detta fornminne      |
| Väte 71:2               | Stensättning                     |              | Väte, Gotland       |       | 57.456530, 18.381724 | 10098100710002 | Ladda upp en bild av detta fornminne      |
| Väte 71:3               | Stensättning                     |              | Väte, Gotland       |       | 57.456609, 18.382240 | 10098100710003 | Ladda upp en bild av detta fornminne      |
| Väte 71:4               | Stensättning                     |              | Väte, Gotland       |       | 57.456904, 18.382315 | 10098100710004 | Ladda upp en bild av detta fornminne      |
| Väte 72:1               | Stensättning                     |              | Väte, Gotland       |       | 57.449884, 18.365323 | 10098100720001 | Ladda upp en bild av detta fornminne      |
| Väte 72:2               | Stensättning                     |              | Väte, Gotland       |       | 57.449630, 18.365047 | 10098100720002 | Ladda upp en bild av detta fornminne      |
| Väte 89:1               | Fornborg                         |              | Väte, Gotland       |       | 57.447820, 18.362081 | 10098100890001 | Ladda upp en bild av detta fornminne      |
| Väte 92:1               | Stensättning                     |              | Väte, Gotland       |       | 57.422494, 18.337316 | 10098100920001 | Ladda upp en till bild av detta fornminne |
| Väte 93:1               | Stensättning                     |              | Väte, Gotland       |       | 57.423233, 18.336792 | 10098100930001 | Ladda upp en bild av detta fornminne      |
| Väte 93:2               | Stensättning                     |              | Väte, Gotland       |       | 57.422991, 18.336672 | 10098100930002 | Ladda upp en bild av detta fornminne      |
| Väte 103:1              | Husgrund, förhistorisk/medeltida |              | Väte, Gotland       |       | 57.456313, 18.423264 | 10098101030001 | Ladda upp en bild av detta fornminne      |
| Väte 103:2              | Husgrund, förhistorisk/medeltida |              | Väte, Gotland       |       | 57.456458, 18.424338 | 10098101030002 | Ladda upp en bild av detta fornminne      |
| Väte 103:3              | Husgrund, förhistorisk/medeltida |              | Väte, Gotland       |       | 57.456681, 18.424569 | 10098101030003 | Ladda upp en bild av detta fornminne      |
| Väte 103:4              | Husgrund, förhistorisk/medeltida |              | Väte, Gotland       |       | 57.456796, 18.424331 | 10098101030004 | Ladda upp en bild av detta fornminne      |
| Väte 103:5              | Husgrund, förhistorisk/medeltida |              | Väte, Gotland       |       | 57.456837, 18.424840 | 10098101030005 | Ladda upp en bild av detta fornminne      |
| Väte 103:6              | Husgrund, förhistorisk/medeltida |              | Väte, Gotland       |       | 57.456644, 18.425066 | 10098101030006 | Ladda upp en bild av detta fornminne      |
| Väte 105:1              | Stensättning                     |              | Väte, Gotland       |       | 57.455985, 18.420366 | 10098101050001 | Ladda upp en bild av detta fornminne      |
| Väte 108                | Stensättning                     |              | Väte, Gotland       |       | 57.432774, 18.332192 | 12000000112449 | Ladda upp en bild av detta fornminne      |
| Väte 111                | Stensättning                     |              | Väte, Gotland       |       | 57.432983, 18.331577 | 12000000112452 | Ladda upp en bild av detta fornminne      |
| Viklau 25:1             | Fornborg                         |              | Väte, Gotland       |       | 57.459531, 18.416540 | 10097500250001 | Ladda upp en bild av detta fornminne      |
| Viklau 30:1             | Gravfält                         |              | Väte, Gotland       |       | 57.454673, 18.415112 | 10097500300001 | Ladda upp en bild av detta fornminne      |